# 能満寺 (いわき市)
能満寺（のうまんじ）は、福島県いわき市常磐西郷町にある浄土宗の寺院。

## 歴史
1469年（文明元年）、松蓮社良秀によって開山された。
当寺が所蔵している「木心乾漆虚空蔵菩薩坐像」は、かつては奈良の東大寺にあったと伝えられている。「天平仏」の特徴が表れているとして、国の重要文化財に指定されている。
当寺出身者で著名な人物に袋中がいる。袋中はの生誕地はこの付近であり、出家後に当寺で修行したこともある。後に明国渡航を志し、当時の琉球王国に渡り、尚寧王の帰依を受けた。琉球に浄土宗をもたらした最初の人物である。

## 文化財
- 木心乾漆虚空蔵菩薩坐像（重要文化財 昭和31年6月28日指定）[4]

## 交通アクセス
- いわき湯本ICより車10分。